# Cadillac CTS
La Cadillac CTS (acronimo di Catera Touring Sedan) è un'automobile di Segmento E, prodotta dalla General Motors con il marchio Cadillac, introdotta sul mercato nel 2002 per rimpiazzare la Catera e sostituita nel 2019 dalla Cadillac CT5.

## Contesto
Originariamente è stata creata per competere direttamente con la Lincoln LS del gruppo Ford, ma la produzione della LS è cessata nel 2006 per far posto al modello più piccolo, ma simile, la Lincoln Zephyr (che nel frattempo è stato rimpiazzato dalla Lincoln MKZ).
Disegnata da Wayne Cherry, la CTS utilizza una linea che Cadillac chiama "Art & Science", vista per la prima volta sul prototipo Evoq.
Il lancio della CTS mirava al ringiovanimento del marchio Cadillac nell'ottica del salvataggio dalla chiusura della casa automobilistica, dopo che le vendite di Cadillac erano scese a favore di  marchi di lusso come Lexus e Mercedes-Benz. Dagli anni novanta, la Cadillac cercava di attrarre giovani acquirenti, la CTS è stata la prima di questi nuovi modelli ad avere successo, a differenza di altri modelli come la Catera e la Allanté.

## Prima generazione (2002-2007)
La Cadillac CTS è stata introdotta nel 2002 come modello dell'anno 2003, costruita sulla nuova piattaforma GM Sigma, e ha la trazione posteriore.

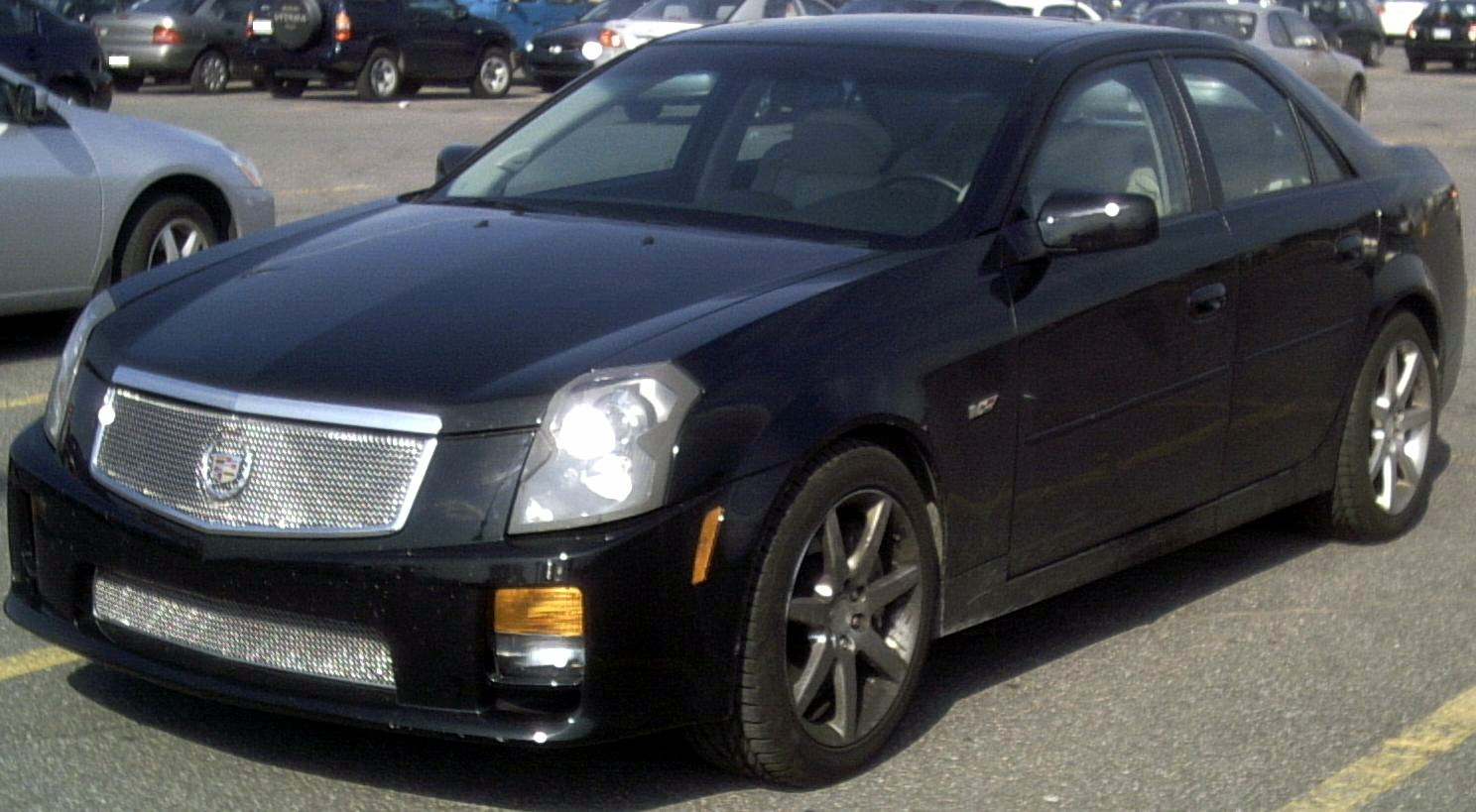
Una Cadillac CTS-V prima serie

La CTS è la prima Cadillac dal 1988, quando è uscita di produzione la Cimarron, a essere disponibile anche con cambio manuale.
Costruita nello stabilimento GM di "Lansing Grand River", a Lansing nel Michigan, la  CTS è stata nominata North American Car of the Year (auto nord americana dell'anno) per il 2002.
Nel 2006, la CTS era assemblata anche in Cina, ma l'assemblaggio è stato interrotto dopo poco tempo a causa della scarsa vendite in quel mercato e si è ritornati all'esportazione del modello finito.
Originariamente motorizzata da un motore di 3,2 litri "GM LA3" V6 da 220 CV (164 kW), la CTS riceve nel 2004 anche un motore da 3,6 litri DOHC V6 con regolazione variabile delle valvole da 255 CV (190 kW).
Nel 2005 esce di produzione il motore 3,2 litri, sostituito dal nuovo motore di 2,8 litri DOHC V6. In Europa, il motore di 2,8 litri sostituisce il precedente motore di 2,6 litri. Era disponibile anche un V8 per la versione ad'alte prestazioni, denominata CTS-V.
La CTS era offerta inizialmente con un cambio automatico a cinque marce "GM E 5L40" o un cambio manuale a 5 marce "Getrag 260". Nel 2005, il Getrag è stato rimpiazzato con un cambio a 6 marce "Aisin AY-6".

## Seconda generazione (2007-2014)
Nel gennaio 2007, al Salone dell'automobile di Detroit (in inglese North American International Auto Show), GM ha introdotto la nuova CTS, che andrà in vendita, come un modello 2008. La linea prende spunto dal prototipo Sixteen.

Una Cadillac CTS-V seconda serie

Il modello base prevede un motore 3,6 litri variabile con valvola V6 263 CV (196 kW) e 342 Nm di coppia. Una seconda versione sarà offerta, con un nuovo motore di 3.6 litri V6 VVT a iniezione diretta da 304 CV (227 kW). Un cambio manuale a sei marce sarà di serie su tutti i modelli. Il sei marce automatico Hydra matic "GM 6L50" sarà facoltativo. Inoltre, se si è scelto il cambio automatico, sempre su richiesta ora si potranno avere le quattro ruote motrici. Di serie la trazione è come per il modello precedente, posteriore.
Il nuovo modello è meno lungo rispetto al precedente, misura 4 770 mm di lunghezza, 1 841 mm di larghezza e 1 472 mm di altezza. L'interasse è invariato a 2 880 mm, ma la carreggiata anteriore/posteriore (1 575/1 585 mm) è più larga.
I miglioramenti alle sospensioni, ai freni e allo sterzo dello scorso anno sul modello CTS-V, che in questa generazione è dotato di un motore V8 che eroga la potenza di 564 CV e in grado di spingere la vettura fino a 310 km/h con uno scatto da 0 a 100 km/h in soli 4,2 secondi, sono diventati di serie su tutte le CTS.

Estrattori d'aria laterali sono localizzati davanti alle porte anteriori.

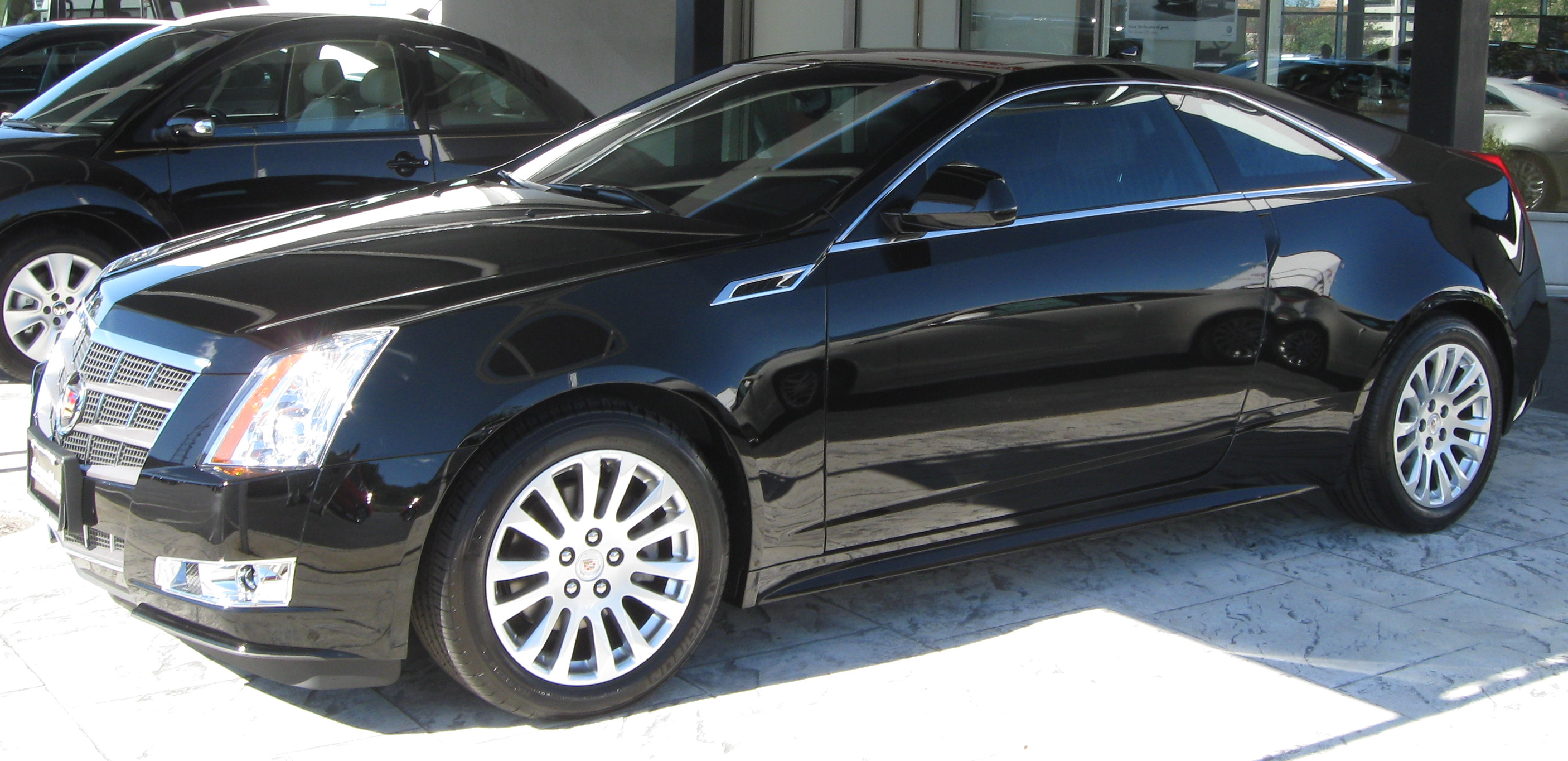
Una Cadillac CTS coupé

Le dotazioni di serie includono motore 3,6 litri da 263 CV (196 kW), le ruote da 17 pollici, il sistema audio BOSE a 8 altoparlanti, stabilitrak, monitoraggio della pressione degli pneumatici e i tubi dei gas di scarico in alluminio lucidato.
Le dotazioni facoltative includono l'integrazione dell'iPod, fari girevoli, sistema di navigazione con la mappatura 3D dei principali luoghi degli Stati Uniti e in tempo reale i dati del traffico e meteorologici, il sistema audio digitale BOSE 5.1, 40 gigabyte di disco rigido, e una remote start.

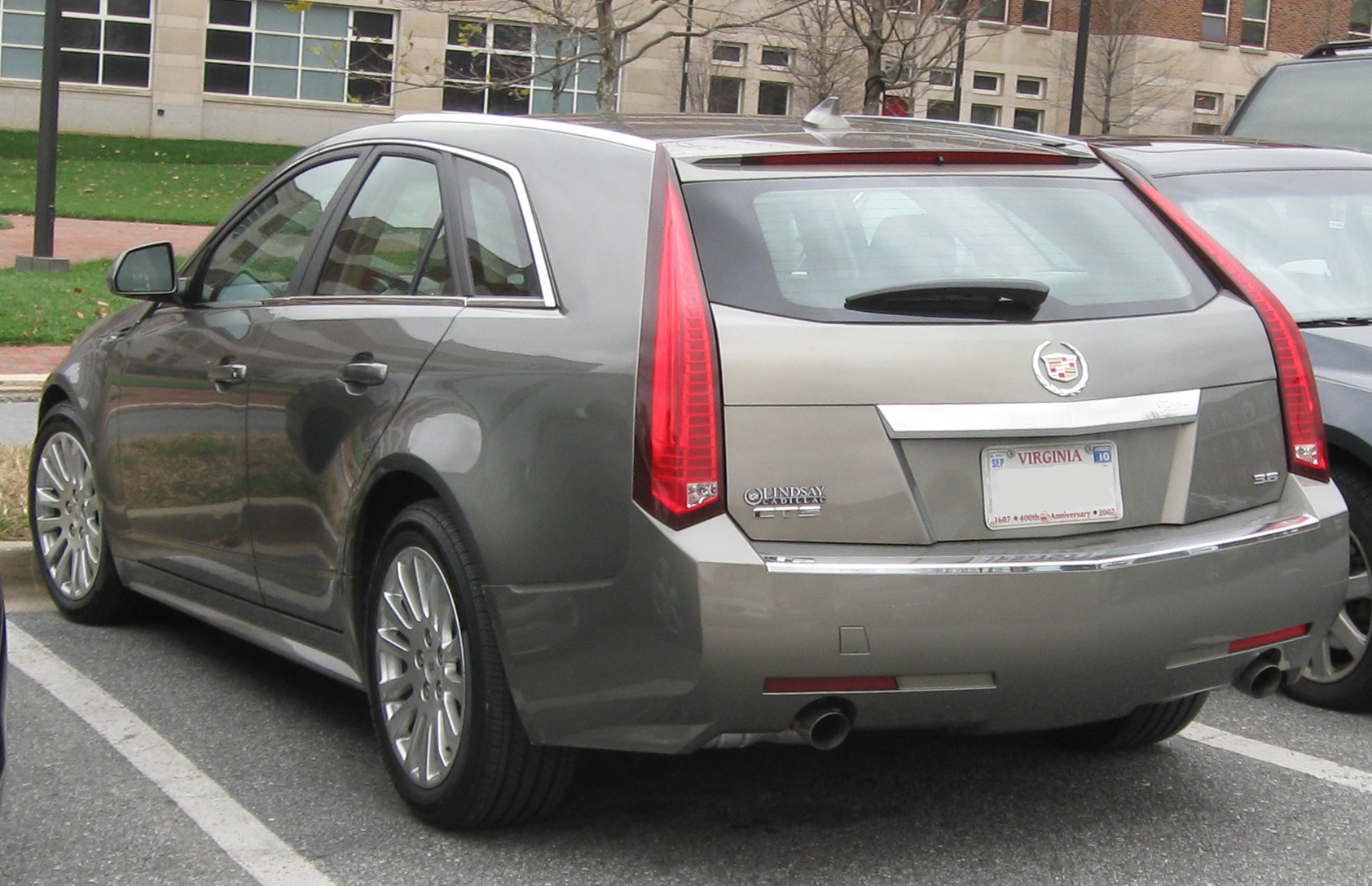
Una Cadillac CTS station wagon

Venne realizzata anche in versione coupé e station wagon. Secondo un'intervista della GM a "Motor Trend", queste avrebbero potuto avere successo in Europa.
Similmente, la Cadillac aveva considerato di mettere in commercio negli USA la Cadillac BLS, basata sulla Saab 9-3 e progettata per il solo mercato europeo, sia con carrozzeria berlina sia familiare, ma i piani sono stati temporaneamente sospesi fino all'esordio dell'auto Alpha, che avrà dimensioni vicine alla BMW Serie 3.
Il modello 2008 della CTS è andato in produzione durante il periodo estivo, a fine di agosto/primi di settembre, al fine di uscire nelle concessionarie nello stesso periodo della nuova Mercedes-Benz Classe C.
La seconda serie è stata rimpiazzata dal 2014 da un nuovo modello, presentato in anteprima ai saloni dell'auto dell'anno precedente.

### Motorizzazioni
| Modello               | Disponibilità | Motore  | Cilindrata | Potenza max     | Coppia massima | Emissioni CO2 (g/km) | 0–100 km/h (secondi) | Velocità max (km/h) | Consumo medio (km/L) |
| 3.0 V6 aut.           | dal 2008      | Benzina | 2997       | 203 kW (276 CV) | 302 (Nm)       | 229                  | 8,0                  | 225                 | 10,2                 |
| 3.6 V6 aut.           | dal 2008      | Benzina | 3564       | 229 kW (311 CV) | 374 (Nm)       | 241                  | 6,3                  | 241                 | 9,7                  |
| 3.6 V6 AWD aut.       | dal 2008      | Benzina | 3564       | 229 kW (311 CV) | 374 (Nm)       | 247                  | 6,7                  | 225                 | 9,5                  |
| V 6.2 V8 Supercharged | dal 2008      | Benzina | 6162       | 415 kW (564 CV) | 747 (Nm)       | 365                  | 4,0                  | 308                 | 6,5                  |

## Terza generazione (2014-2019)

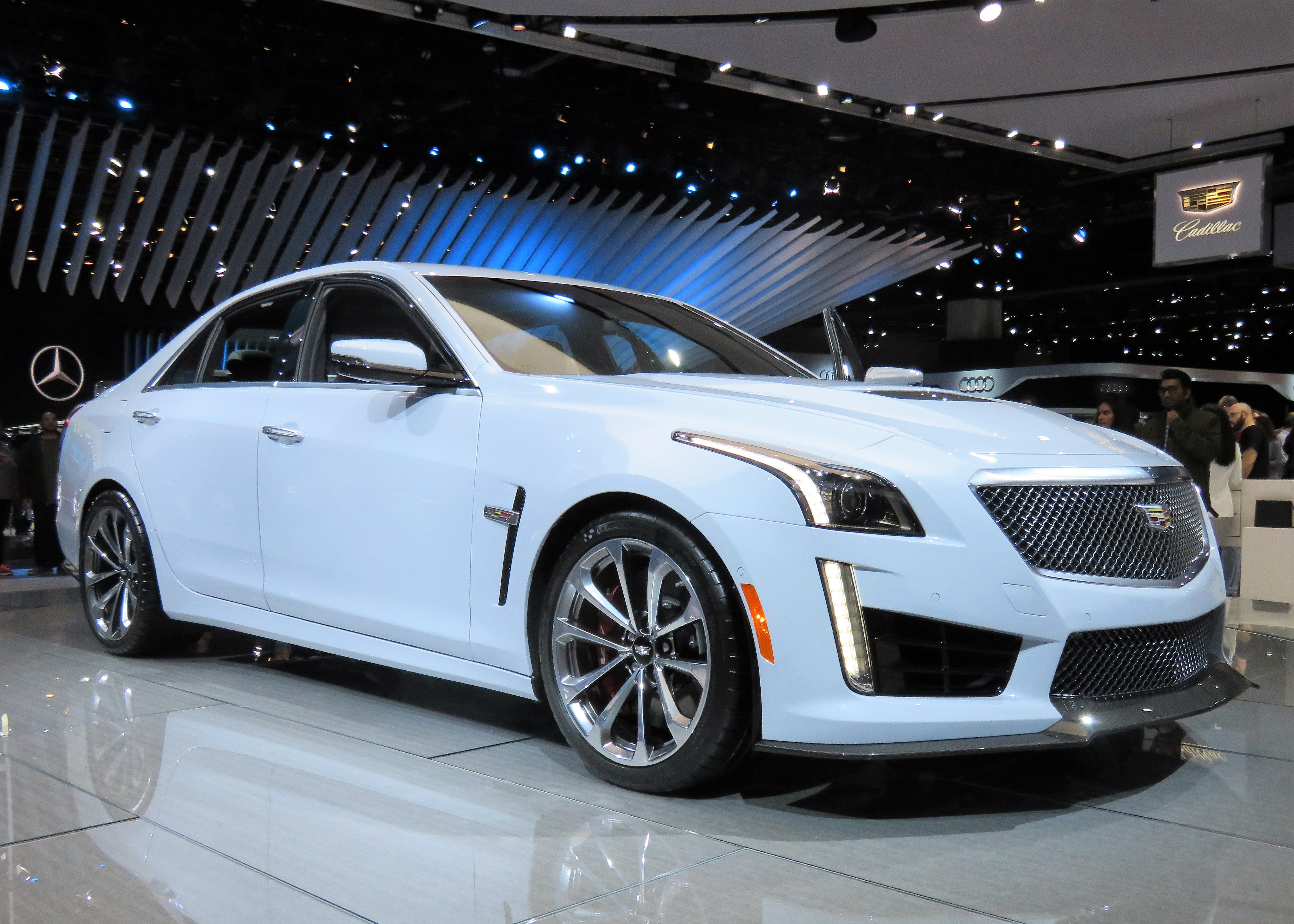
Una Cadillac CTS-V terza serie

Presentata il 26 marzo 2013, la terza generazione è stato prodotta dal 2014 al 2019. Disponibile solo come berlina, anche in versione CTS-V.
La CTS al lancio è disponibile com il motore turbocompresso da 2,0 litri e il V6 aspirato da 3,6 litri dell'ATS, introducendo un nuovissimo V6 biturbo che produce 420 CV (313 kW) e 583 Nm di coppia. Il motore biturbo è disponibile solo nella versione CTS Vsport, un nuovo allestimento che si pone tra il V6 da 3,6 litri e la top di gamma ad alte prestazioni CTS-V. Tutti i motori disponibili sulla CTS sono costruiti con blocchi e testate in alluminio pressofuso e utilizzano iniezione diretta e fasatura variabile delle valvole.
Nel 2016 il cambio automatico 6L45 a 6 marce è stato sostituito con il nuovo cambio automatico 8L45 a 8 velocità.

### CTS-V
La terza generazione della CTS-V monta un motore V8 sovralimentato da 6,2 litri (6.162 cc) con 640 CV (477 kW) a 6400 giri al minuto e 854 Nm di coppia a 3600 giri al minuto, condiviso con la Chevrolet Corvette C7 Z06 ma con 10 cavalli in meno. Grazie a questo propulsore la vettura tocca una velocità massima di 200 mph (322 km/h). Con un peso di 1880 kg), scatta da 0 a 60 mph (97 km/h) in 3,5 secondi.
La produzione è terminata all'inizio del 2019.

## Attività sportiva
Dopo tre stagioni fallimentari nella LMS, la Cadillac decise di ritirarsi e di concentrarsi su altri tipi di competizione. Ciò la portò nel 2004 a sviluppare una versione da gara della CTS-V da impiegare nel SCCA Speed World Challenge. Realizzata dalla GM Racing in collaborazione con la GM Performance Division, la vettura venne dotata di nuove componenti aerodinamiche, di sistemi di sicurezza omologati secondo le norme FIA e di un propulsore 5.7 V8 dalla potenza di 500 CV. Come piloti vennero ingaggiati Max Angelelli e Andy Pilgrim.